# Конкурент (група)
Конкурент е българска рокгрупа създадена през 1986 г. от Емил Анчев. През годините са направили множество концерти както в България, така и извън нея. Били са подгряващи на изпълнители като Whitesnake, Toto, Glenn Hughes и Deep Purple.
При участията си във фестивала World Music Fair дели сцена с групи като Scorpions, Toto, Rammstein, Iron Maiden, Yngwie Malmsteen и мн. др. С Deep Purple свири на престижния фестивал Montreux Jazz Fest, където групата участва в две поредни години.
През 1996 г. френският музикален канал MCM излъчва два видеоклипа на Конкурент – "Do You Wanna" и "Leave Me Alone", впоследствие номинирани за годишните награди на МСМ в категорията „Видеоклип от Източна Европа“, а самата група – за „Рок – група от Източна Европа“.
През 1997 г. Конкурент става „рок-група на България“ на конкурса „Национални поп и рок награди“, организиран от БНТ и НДК, а по-късно представя албума си „Нещо Влажно“ на ежегодния световен музикален панаир World Music Fair в Германия, което печели международна популярност на групата.
През 2010 г. групата е съпорт-бенд на AC/DC в София пред 85 000 зрители – рекорд за страната !
През 2018 е издаден албумът "In flames" / The best of Konkurent, Vol.2 /

## Дискография
- Конкурент (1989) – BG Рок ІІ, издаден съвместно с „Ера“
- Нещо Влажно (1995)
- Бягство От Рая (2002)
- 20 Години По-Късно (2006) – Видео – сплит, съвместно с „Ера“ и „Ахат“
- Дай Ми Време – Най-Доброто от Конкурент (2007) 2 CD
- In flames / The best of Konkurent, Vol.2 / /2018/
- The Hard way /2018/